# DKW F8
DKW F8 (znany także jako DKW Reichsklasse / Meisterklasse oraz IFA F8) – samochód osobowy klasy średniej produkowany przez niemiecką firmę DKW w latach 1939-1942 oraz pod marką IFA przez zakłady VEB Automobilwerk Zwickau w latach 1948–1955. Dostępny jako 2-drzwiowy kabriolet oraz 2-drzwiowy sedan. Następca modelu F7. Do napędu użyto dwusuwowego silnika R2 o pojemności 0,6 lub 0,7 l. Moc przenoszona była na oś przednią poprzez 3-biegową manualną skrzynię biegów. Samochód został zastąpiony przez DKW F89 i IFA F9.

## Galeria

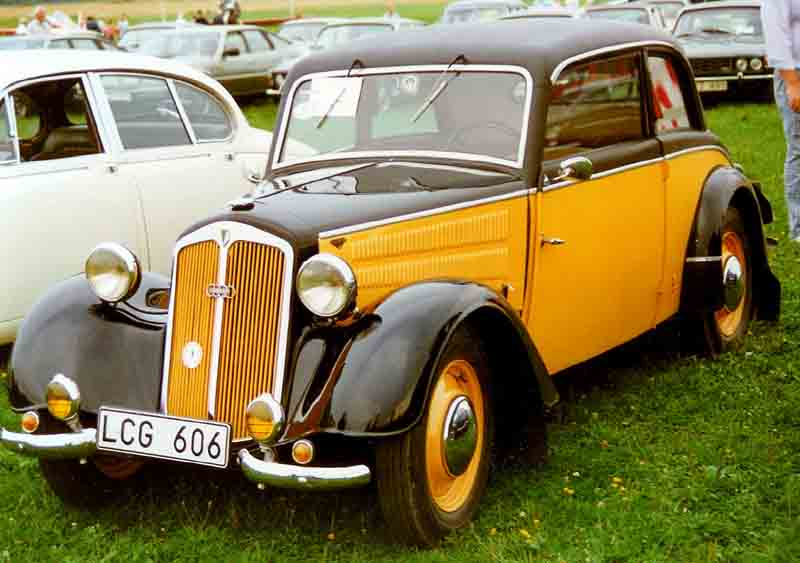
DKW Reichsklasse
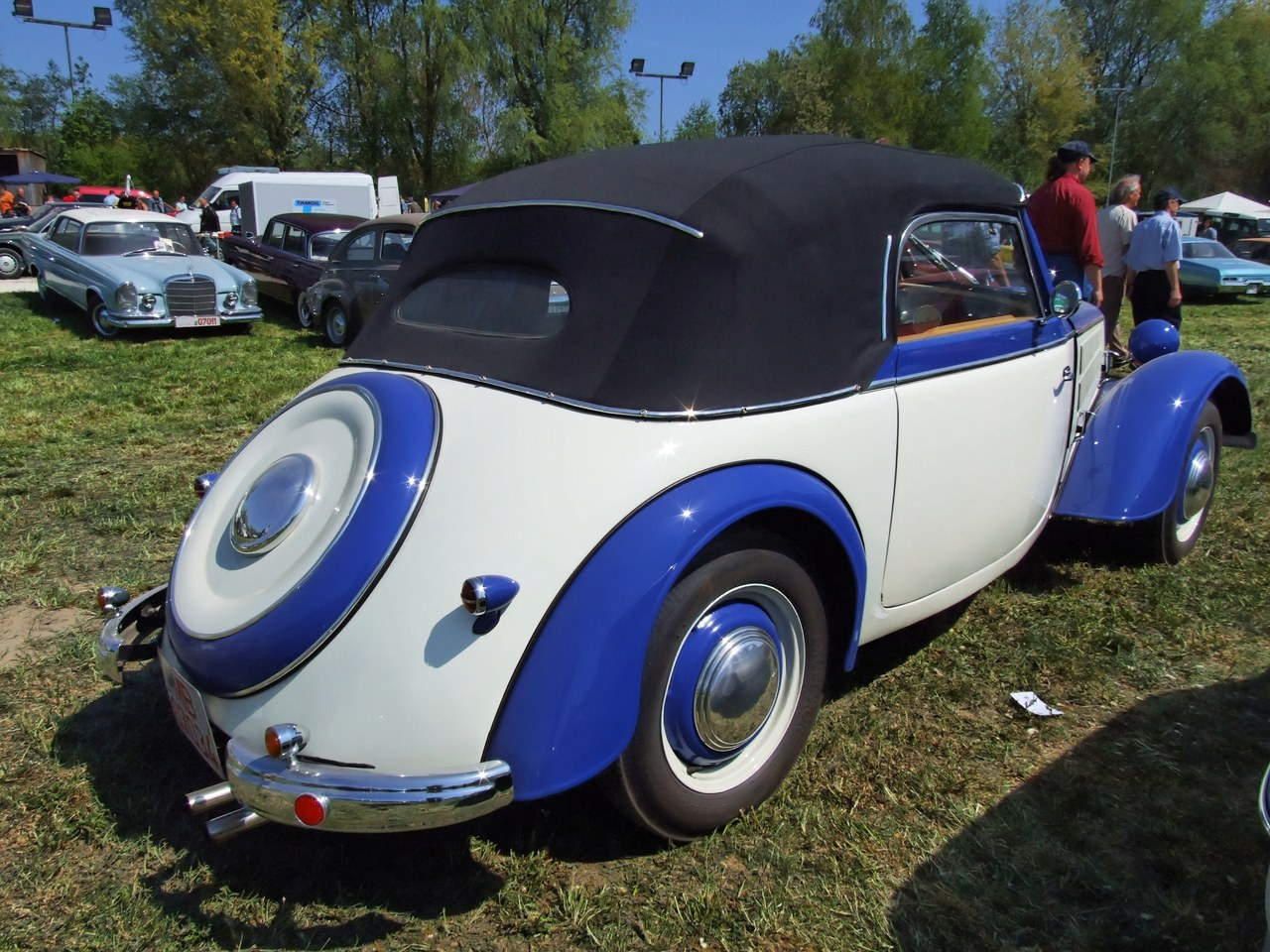
DKW F8 cabrio
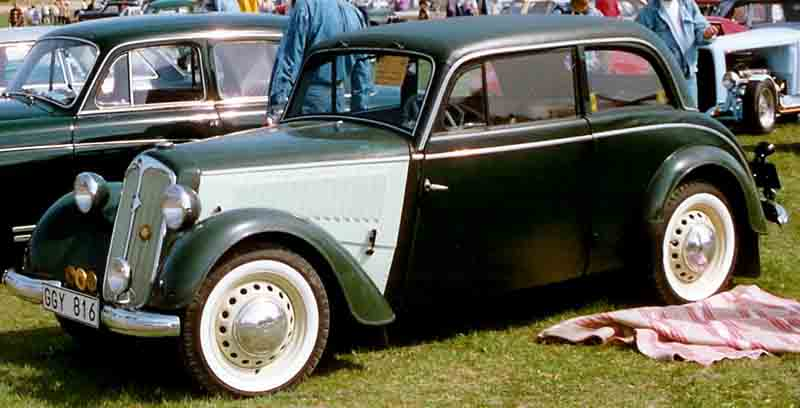
'55 IFA F8
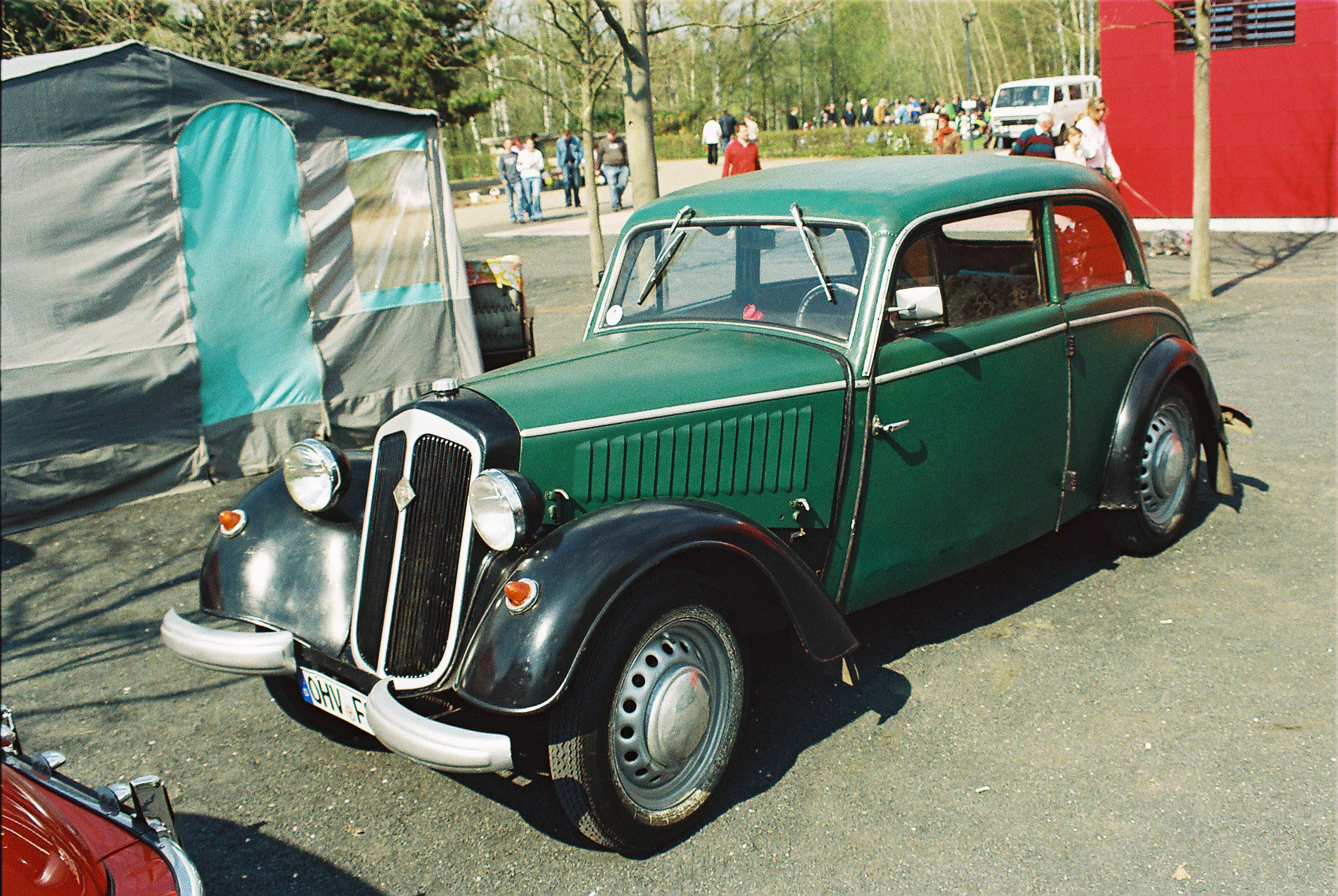
IFA F8
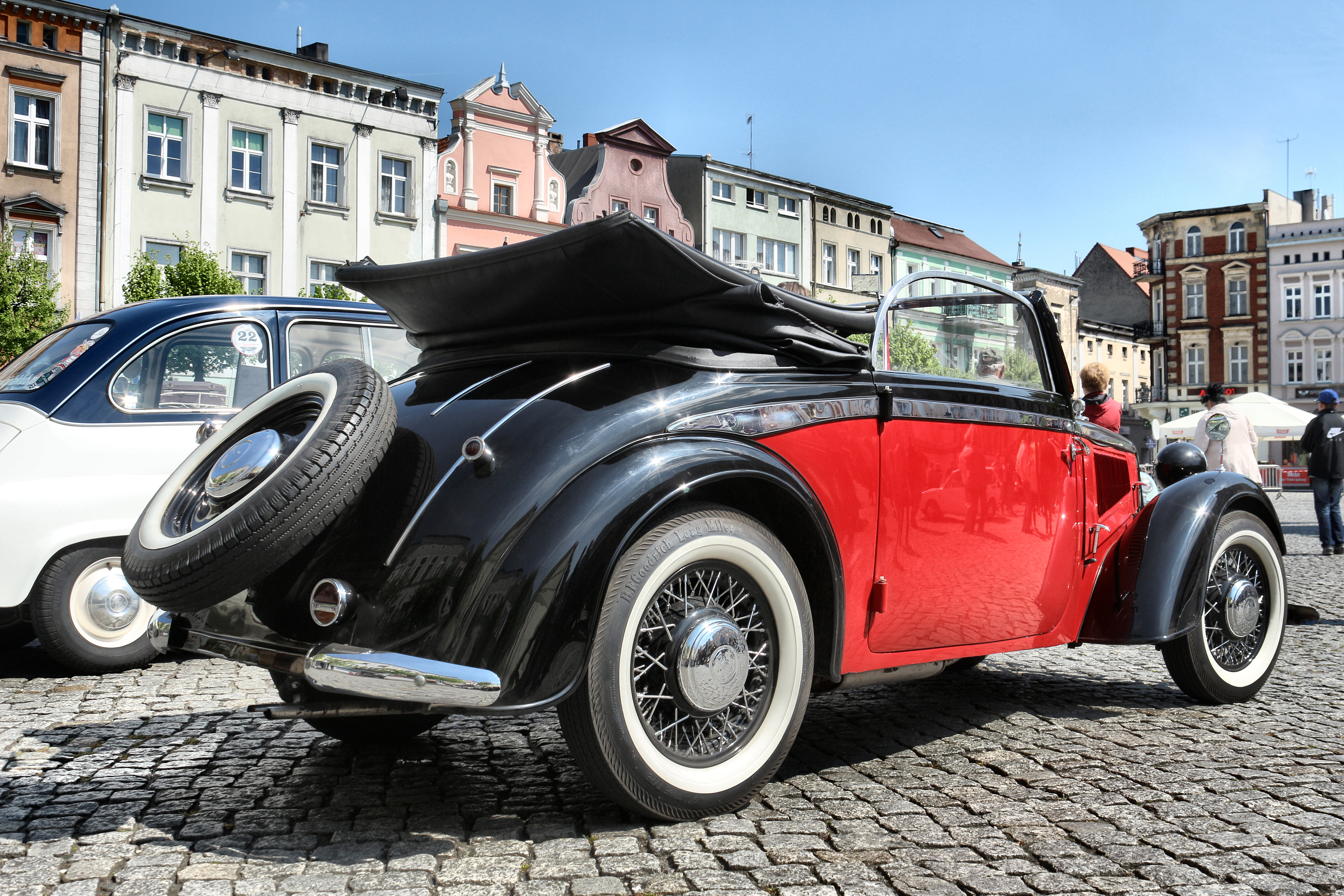
DKW F8 Cabrio, tył
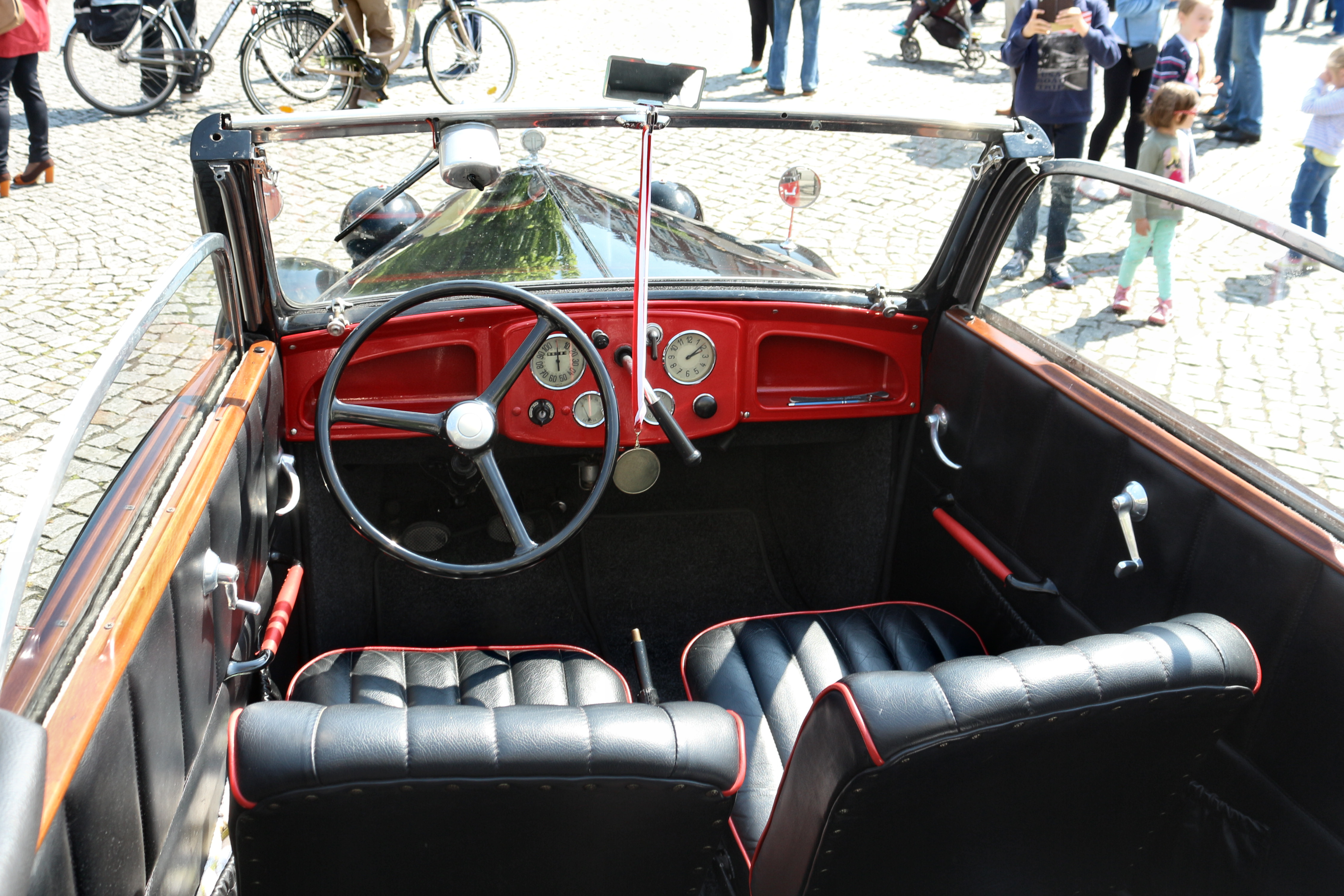
DKW F8 Cabrio, wnętrze